# العلاقات البنمية المارشالية
العلاقات البنمية المارشالية هي العلاقات الثنائية التي تجمع بين بنما وجزر مارشال.

## مقارنة بين البلدين
هذه مقارنة عامة ومرجعية للدولتين:
| وجه المقارنة                                              | بنما                      | جزر مارشال                     |
| --------------------------------------------------------- | ------------------------- | ------------------------------ |
| المساحة (كم2)                                             | 74.18 ألف                 | 181                            |
| عدد السكان (نسمة)                                         | 4.10 مليون                | 53.13 ألف                      |
| الكثافة السكانية (ن./كم²)                                 | 55.27                     | 29.35 ألف                      |
| العاصمة                                                   | بنما                      | ماجورو                         |
| اللغة الرسمية                                             | اللغة الإسبانية           | لغة إنجليزية، اللغة المارشالية |
| العملة                                                    | بالبوا بنمي، دولار أمريكي | دولار أمريكي                   |
| الناتج المحلي الإجمالي (بليون دولار)                      | 61.84 مليار               | 199.40 مليون                   |
| الناتج المحلي الإجمالي (تعادل القوة الشرائية) بليون دولار | 87.37 مليار               | 207.25 مليون                   |
| الناتج المحلي الإجمالي الاسمي للفرد دولار أمريكي          | 13.27 ألف                 | 3.38 ألف                       |
| الناتج المحلي الإجمالي للفرد دولار أمريكي                 | 20.89 ألف                 | 3.80 ألف                       |
| مؤشر التنمية البشرية                                      | 0.780                     |                                |
| رمز المكالمات الدولي                                      | +507                      | +692                           |
| رمز الإنترنت                                              | .pa                       | .mh                            |
| المنطقة الزمنية                                           | 00                        | ت ع م+12:00                    |

## منظمات دولية مشتركة
يشترك البلدان في عضوية مجموعة من المنظمات الدولية، منها:
| علم المنظمة | اسم المنظمة                   | تاريخ انضمام بنما | تاريخ انضمام جزر مارشال |
| ----------- | ----------------------------- | ----------------- | ----------------------- |
|             | يونسكو                        | 10 يناير 1950     | 30 يونيو 1995           |
|             | مؤسسة التمويل الدولية         | 20 يوليو 1956     | 23 سبتمبر 1992          |
|             | منظمة حظر الأسلحة الكيميائية  | ?                 | ?                       |
|             | مؤسسة التنمية الدولية         | 1 سبتمبر 1961     | 19 يناير 1993           |
|             | الاتحاد الدولي للاتصالات      | 14 يوليو 1914     | 22 فبراير 1996          |
|             | منظمة الشرطة الجنائية الدولية | ?                 | ?                       |
|             | الأمم المتحدة                 | 13 نوفمبر 1945    | 17 سبتمبر 1991          |
|             | البنك الدولي للإنشاء والتعمير | 14 مارس 1946      | 21 مايو 1992            |

## وصلات خارجية
- موقع وزارة الخارجية البنمية